# هيمان س. سميث
هيمان س. سميث (بالإنجليزية: Heman C. Smith)‏ هو مؤرخ أمريكي، ولد في 27 سبتمبر 1850 في Zodiac, Texas ‏ في الولايات المتحدة، وتوفي في 17 أبريل 1919 في إنديبندنس في الولايات المتحدة.